# قول اردوی ۲۰۷ ظفر
قول‌اردوی (سپاه) ۲۰۷ ظفر اردوی ملی افغانستان در سال ۲۰۰۴ ساخته شد. ستاد این قول‌اردو، کمپ ظفر واقع در شهر هرات، ولایت هرات بود که مسئولیت تامین امنیت زون غرب را برعهده داشت. لِوای (لشکر) اول این قول‌اردو در هرات، لِوای دوم در فراه و لِوای کوماندوی آن در شیندند مستقر بود. قرار بود لِوای چهارم این قول اردو در چشمه دوزخ بادغیس مستقر شود. این قول اردو توسط اسکادران نیروی هوایی افغانستان پشتیبانی می‌شد و در سال ۲۰۱۴ بدینسو، تورن‌جنرال زمان وزیری فرماندهی آنرا عهده‌دار شد. در مرداد ماه سال ۱۴۰۰ ه‍.خ قول‌اردو به همرات شهر هرات توسط طالبان تسخیر شد و فرمانده و معاون وی به همراه والی هرات و یکی از مسئولین وزارت کشور به همراه اسماعیل خان به طالبان تسلیم شدند. پس از سقوط جمهوری اسلامی افغانستان، نام این قول‌اردو به الفاروق تغییر یافت.

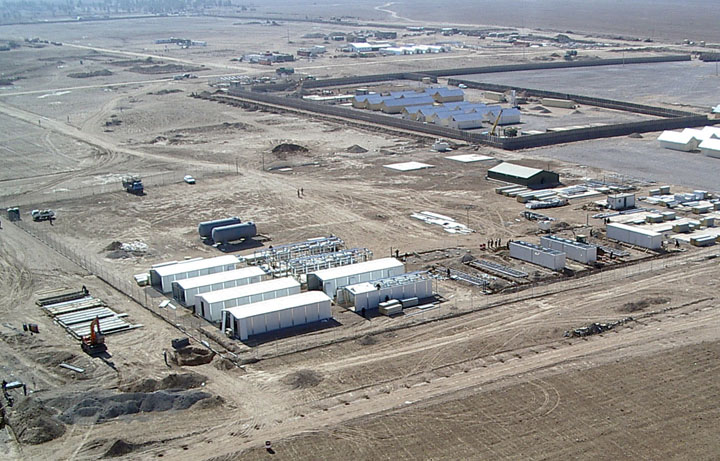
ساخت کمپ ظفر ولایت هرات، ۲۰۰۵.